# Gregório de Nazianzo
Gregório de Nazianzo, ou Gregório Nazianzeno (perto de Arianzo,[a] Capadócia, 329 – Arianzo, Capadócia, 389), foi um Patriarca de Constantinopla, teólogo e escritor cristão. Conhecido também por Gregório Teólogo ou Gregório, o Teólogo, é amplamente considerado como o mais talentoso retórico da era patrística.:21 Como orador treinado nos clássicos e filósofo, infundiu o helenismo na igreja antiga.:24
Gregório teve impacto significativo na formação da teologia trinitária tanto entre os teólogos latinos como entre os gregos, e é lembrado como o "teólogo trinitário". Muito de sua obra teológica continua influenciando os teólogos modernos, especialmente no que diz respeito à relação entre as três pessoas da Trindade. É um dos Padres da Igreja que, juntamente com os irmãos Basílio Magno e Gregório de Níssa, são denominados Padres Capadócios.
Gregório é denominado, pela Igreja Ortodoxa, num testemunho do seu imenso apreço, pelo cognome "o Teólogo". Para a Igreja Católica, Gregório é também doutor da Igreja.

## Biografia

### Primeiros anos e educação
Gregório nasceu em Arianzo, perto de Nazianzo, no sudoeste da Capadócia.:18 Seus pais, Gregório e Nona, eram ricos proprietários de terra.
No ano de 325, Nona converteu seu marido (um hipsistariano) ao Cristianismo e ele foi, em seguida, consagrado bispo de Nazianzo em 328 ou 329:7. O jovem Gregório e seu irmão, Cesário primeiro estudaram em casa com o tio, Anfilóquio.
Gregório seguiu estudando retórica avançada e filosofia em Nazianzo, Cesareia, Alexandria e Atenas.
Nesta última, formou uma forte amizade com seu companheiro de estudos, Basílio de Cesareia, e também foi apresentado a Flávio Cláudio Juliano, que depois se tornaria o imperador romano conhecido como Juliano, o Apóstata.:19,25 Em Atenas, Gregório estudou com os famosos retóricos Himério de Prusa e Proerésio.
Ao terminar sua educação, lecionou brevemente em Atenas.

### Sacerdócio
Em 361, Gregório retornou a Nazianzo e foi ordenado presbítero por seu pai, que queria que ele o ajudasse a cuidar da comunidade cristã local.:99–102 O jovem Gregório, que estava considerando a vida monástica, ressentiu-se da decisão de seu pai de forçá-lo a escolher entre os serviços sacerdotais e uma existência solitária, chamando-a de "ato de tirania". Deixando a sua casa após alguns dias, ele se encontrou com o amigo Basílio em Annesoi, onde os dois viveram como ascetas:102. Porém, Basílio o incitou a voltar para casa para ajudar seu pai, o que ele fez somente no ano seguinte. Chegando a Nazianzo, Gregório encontrou a comunidade dividida por diferenças teológicas e seu pai sendo acusado de heresia por monges locais.:p. 107 Gregório então ajudou a resolver a divisão através de uma combinação de diplomacia pessoal e de sua oratória.
Nesta época, o imperador Juliano tinha se declarado publicamente contra o cristianismo.:ª107 Em resposta à rejeição do imperador pela fé cristã, Gregório compôs Ofensiva contra Juliano entre 362 e 363. Ofensiva afirma que o Cristianismo irá superar governantes imperfeitos como Juliano através do amor e da paciência. Esse processo descrito por Gregório é a manifestação pública do processo de deificação (theosis), que leva à elevação espiritual e à união mística com Deus.:121 Juliano resolveu, no final de 362, perseguir violentamente Gregório e outros críticos cristãos. Porém, o imperador faleceu no ano seguinte durante uma campanha contra os persas.:125–6 Com a morte do imperador, Gregório e as Igrejas orientais não estavam mais sob a ameaça de perseguição, uma vez que o novo imperador Joviano era um cristão declarado e defensor da igreja:130.
Gregório passou os anos seguintes combatendo o arianismo, que ameaçava dividir a região da Capadócia. Neste ambiente tenso, Gregório intercedeu em favor de seu amigo Basílio com o bispo Eusébio de Samósata.:138–42 Os dois amigos então entraram num período de colaboração fraternal muito próxima enquanto participavam da grande disputa retórica da igreja de Cesareia iniciada pela chegada de talentosos teólogos e retóricos arianos à região:143. Nos debates públicos subsequentes, presididos por agentes do imperador Valente, Gregório e Basílio emergiram triunfantes.Esse sucesso confirmou para os dois que o seu futuro agora residia na administração da Igreja cristã.:143 Basílio, que há muito já demonstrava inclinação para o episcopado, foi eleito bispo da Sé de Cesareia, na Capadócia, em 370.

### Episcopado em Sásima e Nazianzo

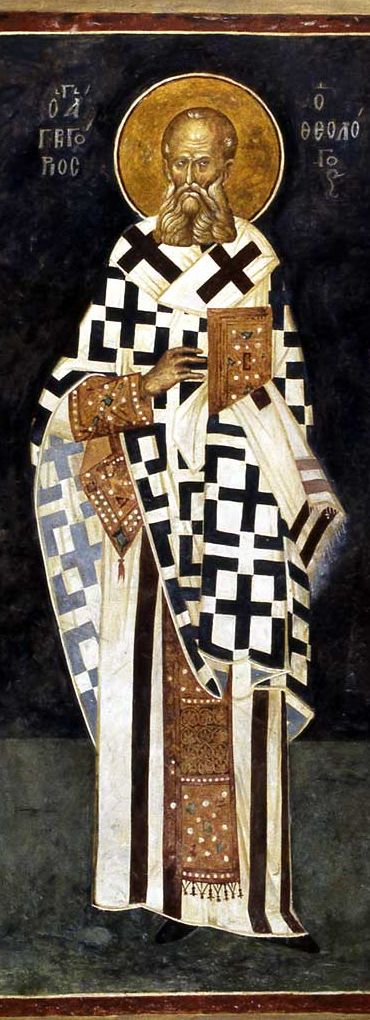
Ícone de São Gregório
Afresco da Igreja de São Salvador em Chora (atualmente o Museu Kariye), Istambul, Turquia

Gregório foi consagrado bispo de Sásima em 372:190–5, uma Sé recentemente criada por Basílio para reforçar sua posição na disputa contra Ântimo, bispo de Tiana. As ambições do pai de Gregório de ver o seu filho subir na hierarquia da Igreja e a insistência de seu amigo Basílio convenceram Gregório a aceitar esta posição, apesar de suas reservas pessoais. Gregório iria depois se referir a esta consagração episcopal como tendo sido forçada sobre ele por seu teimoso pai e por Basílio.:187–92 Descrevendo seu novo bispado, Gregório lamentou que ele não passava de um "buraquinho apertado, completamente horrível; uma irrisória parada de cavalos na estrada principal... sem água, vegetação ou a companhia de cavalheiros... esta era a minha igreja em Sásima!". Ele fez pouco para administrar sua nova diocese, reclamando a Basílio que ele teria preferido, ao invés disto, ter continuado a perseguir a vida contemplativa.:38–9
Já no final de 372, Gregório retornou a Nazianzo para ajudar seu pai, no leito de morte, com a administração de sua diocese.:199 Isso acabou por afetar a relação com Basílio, que insistia que Gregório reassumisse o seu posto em Sásima.Gregório respondeu que ele não tinha intenção alguma de voltar a ser um peão para avançar os interesses de Basílio. Ao invés disso, ele focou sua atenção em suas novas tarefas como coadjutor de Nazianzo. Foi ali que Gregório pregou a primeira de suas famosas orações episcopais.[b]
Após as mortes de seu pai e de sua mãe em 374, Gregório continuou a administrar a diocese de Nazianzo, mas recusou ser nomeado bispo. Doando a maior parte de sua herança aos necessitados, ele viveu uma existência austera. No final de 375, ele se retirou para um mosteiro em Selêucia Isaura (atual Silifke), vivendo ali por três anos. Perto do final deste período, seu grande amigo Basílio faleceu. Embora a saúde de Gregório não tenha permitido que ele participasse do funeral, ele escreveu uma comovente carta de condolências para o irmão de Basílio, Gregório de Níssa, e compôs dois poemas memoriais dedicados à memória de seu finado amigo.[c]

### Gregório em Constantinopla
O imperador romano Valente morreu em 378. A ascensão de Teodósio, um firme defensor da ortodoxia de Niceia, foi uma ótima notícia para os que desejavam livrar Constantinopla do arianismo e do apolinarismo.:235 O exilado partido niceno gradualmente pôde retornar à cidade. Em seu leito de morte, Basílio os lembrou das habilidades de Gregório e provavelmente recomendou seu amigo para ser o campeão da causa trinitária em Constantinopla.:235–6
Em 379, o Concílio de Antioquia e seu arcebispo, Melécio, convidaram Gregório até Constantinopla para liderar a campanha para conquistar a cidade em nome da ortodoxia nicena:42. Após muita hesitação, Gregório acabou concordando.Sua prima, Teodósia, ofereceu-lhe sua vila para que lá morasse e Gregório imediatamente transformou-a quase que inteiramente numa igreja, chamando-a de "Anastasia", "uma ceia para a ressurreição da fé":241[d]. Desta pequena capela, ele pregou cinco poderosos discursos sobre a doutrina nicena, explicando a natureza da Trindade e a unidade da divindade. Refutando a negação da divindade do Espírito Santo pregada pelos eunomeanos, Gregório ofereceu este argumento:
| “ | Vejam estes fatos: Cristo nasce, o Espírito Santo é seu precursor.Cristo é batizado, o Espírito testemunha... Cristo realiza milagres, o Espírito os acompanha. Cristo ascende, o Espírito toma Seu lugar. Que grandes coisas existem na ideia de Deus que não estão em Seu poder? Que títulos pertinentes à Deus não se aplicam também a Ele, exceto por "Não-criado" e "Criado"? Eu tremo quando eu penso em tal abundância de títulos, e quantos Nomes eles blasfemam, estes que se revoltam contra o Espírito! | ” |
|   | — Oração 31, Gregório de Nazianzo |   |

As homilias de Gregório foram bem recebidas e atraiam uma multidão crescente até Anastasia. Temendo sua popularidade, seus oponentes resolveram atacar. Na vigília da Páscoa, em 379, uma multidão ariana invadiu a igreja durante a missa, ferindo Gregório e matando um outro bispo. Escapando da turba, Gregório em seguida foi traído por seu até então amigo, o filósofo Máximo, o Cínico. Máximo, que tinha uma aliança secreta com Pedro, o bispo de Alexandria, tentou tomar para si a posição de Gregório e fazer-se consagrar como bispo de Constantinopla. Chocado, Gregório decidiu renunciar ao seu posto, mas a facção ainda fiel a ele o induziu a ficar e Máximo foi expulso.Porém, o episódio o envergonhou e o expôs às críticas dos que o acusavam de ser um simplório, incapaz de aguentar as intrigas da corte imperial.:43
A situação em Constantinopla continuou confusa, pois a posição de Gregório ainda não era oficial e padres arianos ocupavam ainda muitas igrejas importantes. A chegada do imperador Teodósio em 380 resolveu a questão a favor de Gregório. O imperador, determinado a eliminar o arianismo, expulsou o bispo Demófilo e Gregório foi subsequentemente entronizado como bispo de Constantinopla na Basílica dos Apóstolos, no lugar de Demófilo.:45

### Segundo Concílio Ecumênico e aposentadoria em Arianzo

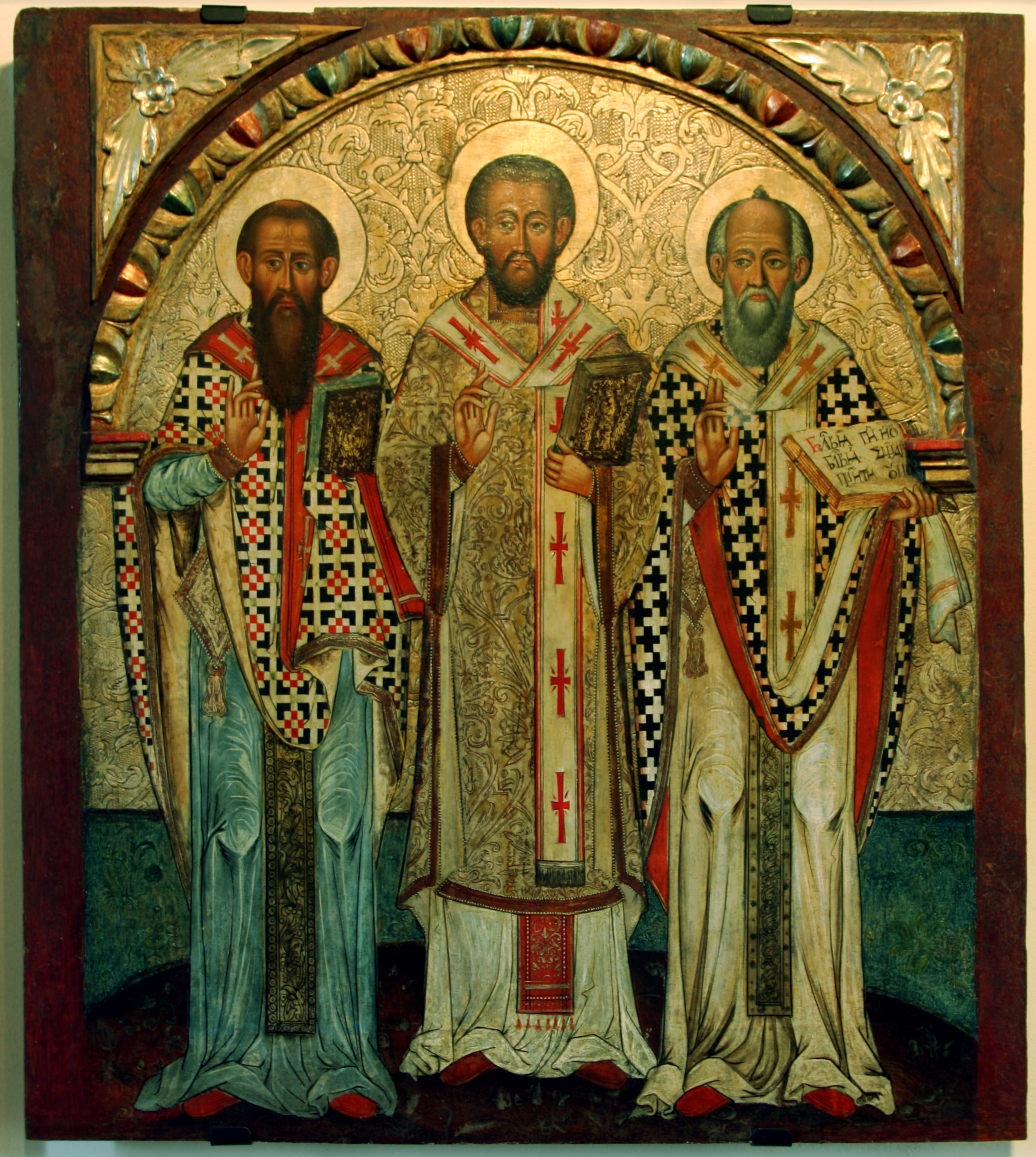
Um ícone mostrando os Três Grandes Hierarcas: (esq. para dir.:) Basílio Magno, São João Crisóstomo e Gregório, o Teólogo

Teodósio queria unificar ainda mais o Império Romano sob a posição ortodoxa e decidiu convocar um concílio da Igreja para resolver os assuntos de fé e disciplina.:45 Gregório queria o mesmo e desejava sanar os cismas vigentes na Cristandade. Na primavera de 381, reuniram o Primeiro Concílio de Constantinopla (Segundo Concílio Ecumênico), que teve a presença de cento e cinquenta bispos orientais. Após a morte do bispo que presidia os trabalhos, Melécio de Antioquia, Gregório foi selecionado como líder. Na esperança de reconciliar as várias Igrejas orientais e a ocidentais, se ofereceu para reconhecer Paulino como Patriarca de Antioquia. Os bispos das províncias romanas do Egito e Macedônia, que apoiavam Máximo, chegaram atrasados para o concílio. Porém, uma vez lá, se recusaram a reconhecer a posição de Gregório como chefe da igreja de Constantinopla, argumentando que sua transferência da Sé de Sásima fora canonicamente ilegítima.:358–9
Gregório estava fisicamente exaurido e preocupado em perder a confiança dos bispos e do imperador:359. Em vez de pressionar ainda mais sua posição e arriscar uma divisão maior, ele decidiu renunciar: "Que eu seja o profeta Jonas! Eu fui o responsável pela tempestade e seria capaz de sacrificar-me para a salvação da embarcação. Agarrem-me e me atirem ao mar... Eu não estava feliz quando ascendi ao trono e com alegria eu desceria dele.". Ele chocou o concílio com a sua renúncia surpreendente e deu um dramático discurso para Teodósio pedindo que o liberasse de suas funções. O imperador, movido por suas palavras, aplaudiu, elogiou seu trabalho e lhe concedeu a renúncia. O concílio pediu-lhe que aparecesse uma vez mais para um ritual de despedida e orações celebratórias. Gregório utilizou esta ocasião para proferir seu discurso final (Oração 42[e]) e partiu.:361
Retornando à sua terra natal na Capadócia, Gregório uma vez mais assumiu sua posição como bispo de Nazianzo. Passou o ano seguinte combatendo os apolinaristas locais e lutando contra uma doença recorrente. Também começou a compor De Vita Sua, seu poema autobiográfico;:50 No final de 383, se considerou debilitado demais para continuar as suas tarefas episcopais. Gregório então consagrou Eulálio como bispo da cidade e se retirou para a solidão de Arianzo.[a] Após de gozar cinco pacíficos anos retirado nas terras da família, morreu em 25 de janeiro de 389

## Legado
A produção literária de Gregório de Nazianzo não é muito abundante. Nela se podem encontrar discursos, poemas e cartas. Não escreveu nenhum comentário bíblico, nem nenhum tratado dogmático. Contudo, quer na prosa, quer na poesia, brilha por cima de todos os seus contemporâneos pela perfeição exemplar do seu estilo.

### Pensamento teológico
| “ | Cristo dá-nos a conhecer, pelo seu amor, um só Deus numa Trindade: é de três infinitos a infinita conaturalidade. Deus integralmente, cada um considerado em Si mesmo (...) Deus, os Três considerados juntamente | ” |
|   | — Orações XL, 41, Gregório de Nazianzo. |   |

A mais significativa contribuição teológica de Gregório vem de sua defesa da doutrina nicena da Santíssima Trindade. Ele é especialmente lembrando pelas contribuições no campo da pneumatologia — o estudo da natureza do Espírito Santo. Sobre este assunto, Gregório foi o primeiro a utilizar a ideia de processão [proceder de] para descrever a relação entre o Espírito Santo e a Divindade: "O Espírito Santo é realmente um Espírito, vindo realmente do Pai, mas não da maneira do Filho, pois não é por geração e sim por 'processão', uma vez que eu preciso cunhar uma nova palavra pelo bem da clareza.". Embora Gregório não tenha desenvolvido completamente o conceito, a ideia da "processão" iria formatar a maior parte do pensamento posterior sobre o assunto (Veja cláusula Filioque).
Ele enfatizou que Jesus não deixou de ser Deus quando se tornou homem, nem perdeu nenhum dos seus atributos divinos quando tomou a natureza humana. Além disso, Gregório afirmou que Jesus Cristo era completamente humano, incluindo ter uma alma humana completa. Ele também proclamou a eternidade do Espírito Santo, dizendo que Suas ações estavam como que escondidas no Antigo Testamento, mas que passaram a aparecer muito mais claramente desde a ascensão de Jesus ao Céu e a descida do Espírito Santo na festa de Pentecostes.

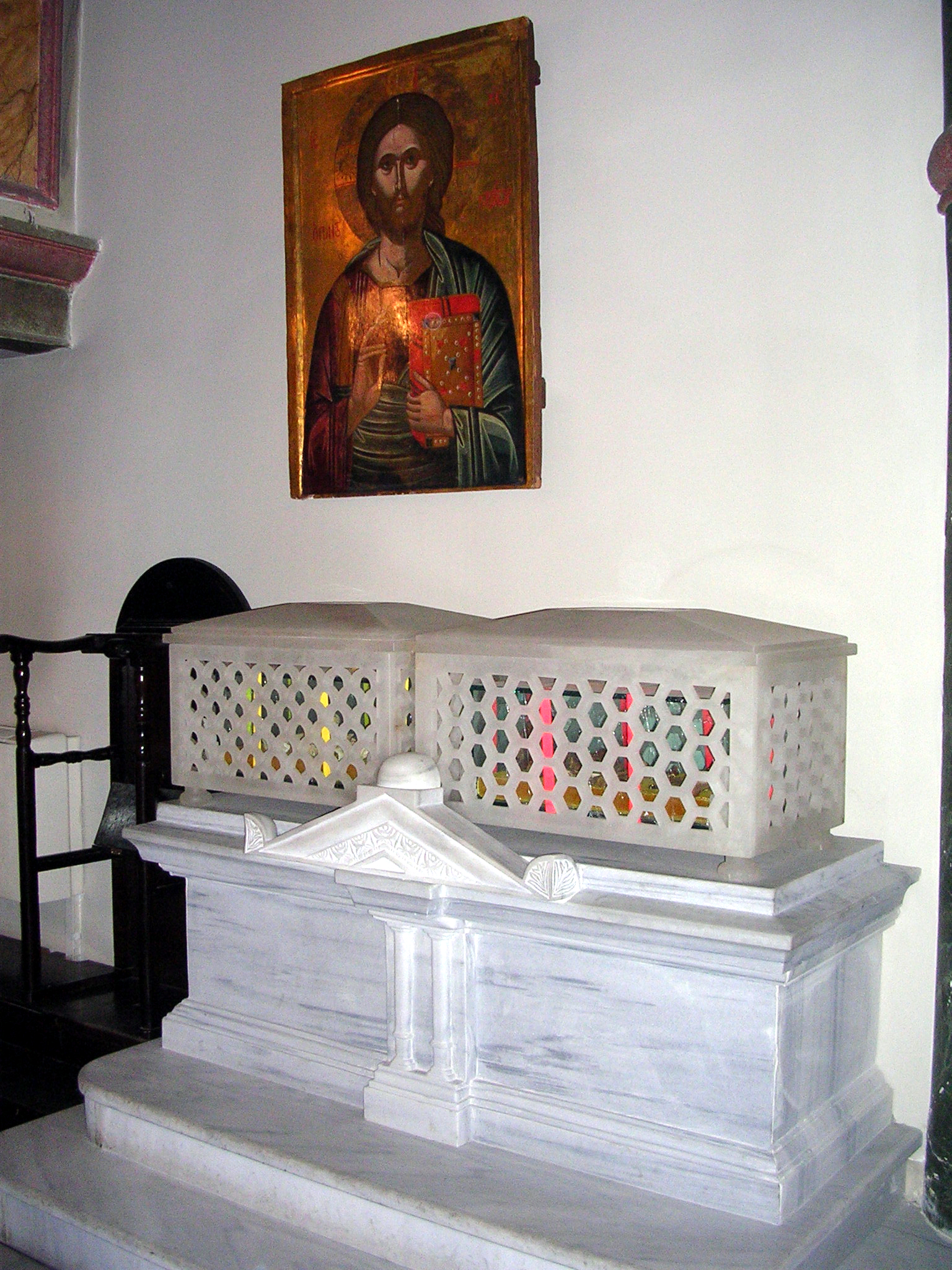
Urnas com as relíquias de Gregório e São João Crisóstomo,
Igreja de São Jorge (Hagios Georgius) Istambul

Em contraste com a crença neo-ariana de que o Filho é ahomoios, ou "dissimilar" ao Pai, e com a afirmação semi-ariana de que o Filho é homoiousios, ou "similar" ao Pai, Gregório e seus companheiros capadócios mantinham o credo de Niceia de homoousia, ou consubstancialidade do Filho com o Pai. Os Padres capadócios afirmaram que a natureza divina é incompreensível para o homem; ajudaram a desenvolver a estrutura da hipóstase, ou três pessoas unidas em uma Divindade; e explicaram o conceito de theosis, a crença de que todos os cristãos podem ser assemelhados com Deus em "imitação do Filho encarnado como o divino modelo".
Reflectiu ainda, de modo profundo, sobre a natureza e dignidade do sacerdócio ordenado como prolongamento da vida de entrega e de serviço de Jesus Cristo. Acerca deste último tema é de realçar a "Oração II", conhecida pelo seu nome latino, "Apologeticus de fuga".
Alguns dos textos teológicos de Gregório sugerem que, como seu amigo Gregório de Níssa, ele pode ter apoiado alguma forma da doutrina da apocatástase, a crença de que Deus, no final, irá colocar toda a criação em harmonia com o Reino dos Céus. Esta tese levou alguns dos universalistas cristãos do final do século XIX, como John Wesley Hanson e Philip Schaff, a descreverem a teologia de Gregório como sendo universalista. Esta visão de Gregório também é suportada por alguns teólogos modernos, como John Sachs, que disse que Gregório tinha "inclinações" em direção à apocatástase, mas de forma "cautelosa e não dogmática". Porém, não é universalmente aceite que Gregório tenha aceitado esta doutrina.

### Influência
Nicóbulo, sobrinho-neto de Gregório, serviu como seu auxiliar literário, conservando e editando a maior parte de seus escritos. Um primo, Eulálio, publicou suas obras mais importantes em 391.:11 Já no ano 400, Rufino começou a traduzir suas orações para o latim. Os seus escritos e orações influenciaram o pensamento teológico, à medida que eles foram circulando por todo o império. Seus discursos foram citados com autoridade no Concílio de Éfeso em 431 e, em 451, foi chamado de "Gregório, o Teólogo", pelo Concílio de Calcedônia:11 — um título que compartilha com o apóstolo João e com Simão o Novo Teólogo. Porém, "teólogo" neste contexto implica um significado mais cristológico do que se esperaria. Ele é muito citado pelos teólogos da Igreja Ortodoxa e é tido na mais alta estima como defensor da fé cristã. Suas contribuições para a teologia trinitária também foram influentes e com frequência é também citado nas Igrejas ocidentais [f]. Paul Tillich atribui a Gregório de Nazianzo "ter criado as fórmulas definitivas da doutrina da Trindade".

### Obras

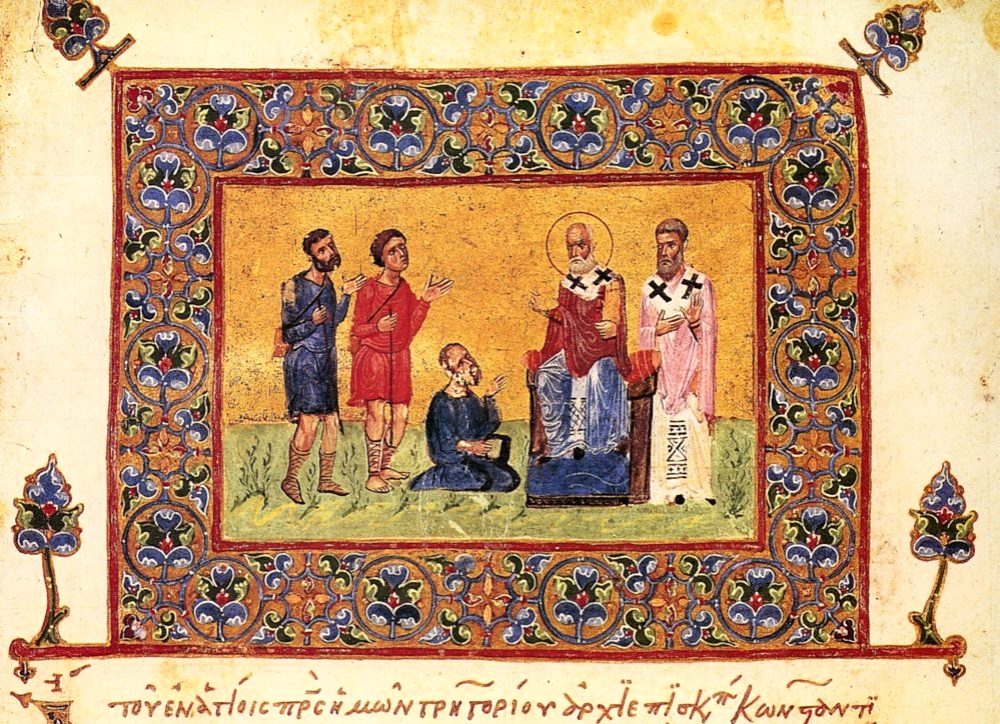
Gregório e os miseráveis.
Miniatura no mosteiro Agiou Panteleimonos, em Monte Atos, cod. 6.

Devido à tendência de Gregório de comentar aspectos de sua vida pessoal em suas obras, elas são facilmente identificáveis e mostram claramente a evolução de seu pensamento.
Seus discursos (Orationes: abreviado aqui como "Orat.") foram organizados de maneira cronológica para publicação integral por Tillemont e Maurini: abarcam a vida de Gregório desde 362 até 383. No total, foram 44 (com uma finalmente sendo rechaçada como espúrio). A edição de Migne (Patrologia Grega) os publicou nos volumes 35 e 36. A edição crítica, já com apenas os 43 discursos comprovados como autênticos foi publicada pelas Sources Chrétiennes.  É possível identificar retoques feitos pelo autor, o que implica que Gregório já imaginava publicar estes discursos. Rufino de Aquileia foi um dos primeiros a traduzir alguns deles para o latim. No primeiro, Gregório pede desculpas por fugir da ordenação sacerdotal. No segundo, fala do sacerdócio com um texto que claramente influenciou a obra posterior de João Crisóstomo, os "Seis livros do sacerdócio".:386 Os famosos "Discursos Teológicos" sobre a Trindade se encontram sob os números 27–31 na obra de Migne: o título foi sugerido pelo próprio Gregório (cf. Orat. 28, 1). Os discursos em que ele se dedicou a combater Juliano, o Apóstata foram escritos no ano de 370 (cf. Orat. 4 e 5).
Suas cartas foram colecionadas por Migne no volume 37 de sua Patrologia Grega. São 249, ainda que com algumas espúrias. Datadas a partir de 359, muitas foram dirigidas a Basílio Magno. Três cartas teológicas sobre o apolinarismo foram publicadas por Sources Chrétiennes no  volume 208 de sua coleção.
Sua obra poética se divide em Carmina dogmatica (38 poemas), Carmina moralia (40 poemas), sobre si mesmo (99 poemas), sobre seus amigos (8 poemas), epitáfios (129 poemas) e epigrammata (94 poemas). Todos estão no volume 37 de Migne. Um poema sobre a Paixão de Cristo é considerado apócrifo (cf. SC vol. 149.), ainda que seja um tema de debates em que autores como Francesco Trisoglio ou André Tuilier defendem que ele é de fato obra de Gregório.:389
Juntamente com Basílio, Gregório compôs uma edição de textos de Orígenes chamada "Filocália". Além do tema da apocatástase, já tratado, outro ponto de contato entre Gregório e Orígenes é a sua avaliação positiva do uso da cultura clássica no cristianismo. A comparação utilizada por Orígenes, de que assim como os judeus levaram consigo os tesouros dos egípcios em sua fuga, também os cristãos deveriam tomar da cultura greco-latina aquilo que fosse necessário para a propagação do Evangelho, também foi utilizada por Gregório nesta obra.

## Relíquias

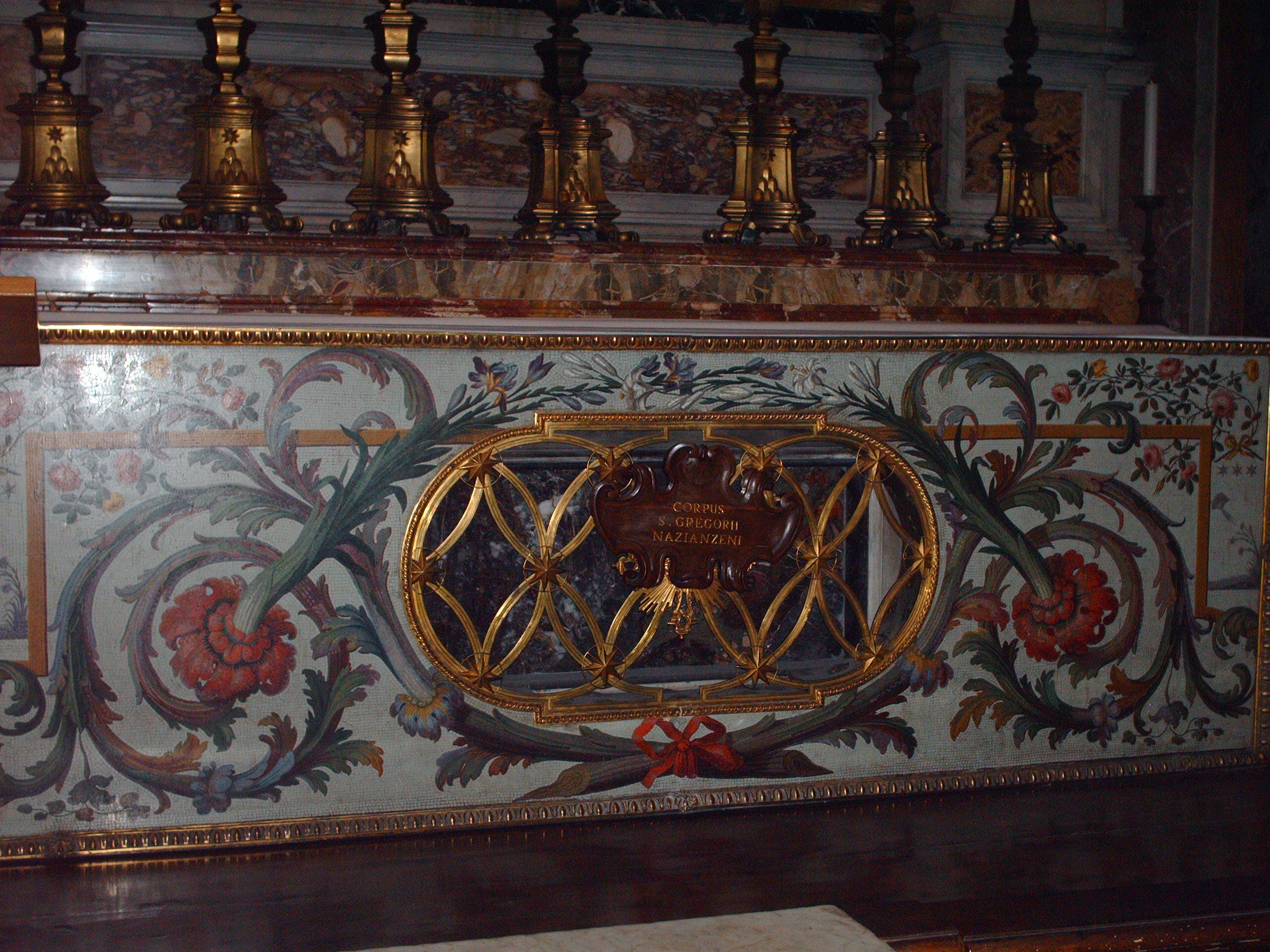
Tumba com algumas relíquias de Gregório de Nazianzo na Basílica de São Pedro, Vaticano

Logo após a sua morte, Gregório foi enterrado em Nazianzo. Suas relíquias foram transferidas para Constantinopla em 950, para a Igreja dos Santos Apóstolos. Parte das relíquias foram posteriormente levadas de lá pelos cruzados durante a Quarta Cruzada em 1204 e acabaram em Roma. Em 27 de novembro de 2004, estas relíquias e as de João Crisóstomo foram devolvidas a Istambul pelo Papa João Paulo II, com o Vaticano mantendo apenas uma pequena porção de ambas. As relíquias estão agora preservadas na Catedral de São Jorge (sede do Patriarcado Ecumênico de Constantinopla).